# Hurstbourne
Hurstbourne és una població dels Estats Units a l'estat de Kentucky. Segons el cens del 2000 tenia 3.884 habitants.

## Demografia
Segons el cens del 2000, Hurstbourne tenia 3.884 habitants, 1.699 habitatges, i 1.199 famílies. La densitat de població era de 801,9 habitants/km².
Dels 1.699 habitatges en un 22% hi vivien nens de menys de 18 anys, en un 65,7% hi vivien parelles casades, en un 3,6% dones solteres, i en un 29,4% no eren unitats familiars. En el 27,7% dels habitatges hi vivien persones soles el 17,1% de les quals corresponia a persones de 65 anys o més que vivien soles. El nombre mitjà de persones vivint en cada habitatge era de 2,29 i el nombre mitjà de persones que vivien en cada família era de 2,78.
Per edats la població es repartia de la següent manera: un 18,4% tenia menys de 18 anys, un 4,3% entre 18 i 24, un 16,7% entre 25 i 44, un 36,8% de 45 a 60 i un 23,8% 65 anys o més.
L'edat mediana era de 51 anys. Per cada 100 dones de 18 o més anys hi havia 82,9 homes.
La renda mediana per habitatge era de 88.972 $ i la renda mediana per família de 106.450 $. Els homes tenien una renda mediana de 98.616 $ mentre que les dones 35.029 $. La renda per capita de la població era de 49.328 $. Entorn de l'1,3% de les famílies i el 3,1% de la població estaven per davall del llindar de pobresa.

## Poblacions més properes
El següent diagrama mostra les poblacions més properes.